# 小行星2310
小行星2310（2310 Olshaniya）是一颗围绕太阳公转的小行星。1974年9月26日，柳德米拉·朱拉夫寥娃在克里米亚发现了此天体。
該小行星以蘇聯海軍軍官康斯坦丁·奧爾尚斯基命名。
这颗小行星的绝对星等为331.7000553227067等。